# Воргаёль (приток Вадмы)
Воргаёль — река в России, протекает в Республике Коми по территории городского округа Усинск. Истоки реки лежат в Ижемском районе. Левый приток реки Вадма.

## География
Устье реки находится в 44 км по правому берегу реки Вадма. Длина реки составляет 30 км. Притоки — Ошгуаёль, Серкоёль, Даньшор.

## Данные водного реестра
По данным государственного водного реестра России относится к Двинско-Печорскому бассейновому округу, водохозяйственный участок реки — Печора от водомерного поста у посёлка Шердино до впадения реки Уса, речной подбассейн реки — бассейны притоков Печоры до впадения Усы. Речной бассейн реки — Печора.
Код объекта в государственном водном реестре — 03050100212103000065294.